# Pandemia di COVID-19 a Guernsey
Il primo caso legato alla pandemia di COVID-19 a Guernsey è stato identificato il 9 marzo 2020 e la trasmissione all'interno dell'isola è stata confermata il 24 marzo 2020. Al 5 dicembre 2020, ci sono stati 288 casi confermati, tutti sull'isola di Guernsey, di cui 271 sono guariti, 13 sono morti e 4 sono attualmente attivi.
In quanto giurisdizione autonoma che non fa parte del Regno Unito, Guernsey ha coordinato in modo indipendente la sua risposta alla pandemia. L'obiettivo principale era quello di "appiattire la curva", che si riferisce al rallentamento del tasso di infezione per diminuire il rischio che i servizi sanitari vengano sopraffatti e consentire una migliore gestione dei casi fino a quando non diventi disponibile un vaccino o un trattamento antivirale specifico, sebbene il successo della risposta abbia fatto sì che, entro metà maggio 2020, gli Stati cercassero la totale eliminazione del virus nel Baliato. I test e la ricerca dei contatti hanno costituito una parte importante della strategia di risposta; Guernsey ha impiegato un alto tasso di test, molte volte di più pro capite rispetto a molte altre giurisdizioni. Gli Stati di Guernsey sono stati elogiati per loro trasparenza e per la chiarezza della loro risposta, che è stata considerata un esempio di buona comunicazione durante la pandemia.
All'inizio di febbraio 2020, sono state raccomandate misure preventive tra cui lavarsi le mani, coprirsi la bocca quando si tossisce o si starnutisce, distanziamento sociale ed evitare viaggi non essenziali. In seguito al primo caso confermato, è stata emanata una legislazione di emergenza e agli arrivi è stato ordinato di autoisolarsi. Il 25 marzo 2020, a seguito del primo caso noto di trasmissione sull'isola, è stato imposto un ordine di blocco che comprendeva limitazioni alla libertà di movimento e alla chiusura di strutture e attività commerciali. Entro la fine di aprile 2020, gli Stati hanno iniziato ad allentare le restrizioni come parte di un rilascio graduale in sei fasi dal blocco, di cui il Baliato è attualmente nella fase cinque. Dal 27 maggio al 7 settembre 2020, il Baliato è stato 129 giorni senza casi attivi.
La pandemia e le misure adottate per contenerne la diffusione hanno provocato sconvolgimenti socio-economici nel Baliato, inclusa una recessione economica iniziale peggiore di quella osservata durante la crisi finanziaria del 2008, innescando una crisi economica. Ha provocato il rinvio o la cancellazione di eventi culturali, politici e sportivi, comprese le celebrazioni annuali del Giorno della Liberazione dell'isola e le sue prime elezioni in tutta l'isola, e la chiusura temporanea di tutte le scuole e i college. I timori iniziali di una carenza di approvvigionamento si sono tradotti in acquisti di panico, e sono state espresse preoccupazioni per il peggioramento della salute mentale e l'aumento degli abusi domestici durante il blocco. Gli Stati hanno attuato misure per mitigare i vari impatti più ampi della pandemia.
Il 5 maggio 2023, l'Organizzazione mondiale della sanità dichiara ufficialmente la fine della pandemia.